# Tufan Erhürman
Tufan Erhürman (né en 1970 à Nicosie) est un homme politique nord-chypriote, Premier ministre de son pays le 2 février 2018 au 22 mai 2019.

## Biographie

### Études
Tufan Erhürman a terminé ses études secondaires à Türk Maarif Koleji. Il a ensuite été inscrit à l'université d'Ankara pour y étudier le droit en 1988. Il a également obtenu sa maîtrise et son doctorat à l'université d'Ankara. Sa thèse de doctorat de 2001 portait sur l'« Inspection non-juridique de l'Autorité et de l'Ombudsman ».

### Carrière professionnelle
Tufan Erhürman a enseigné le droit public à l'université d'Ankara, à la Middle East Technical University et à l'université Hacettepe entre 1995 et 2001. Il a ensuite enseigné à l'université de la Méditerranée orientale de 2001 à 2006 et de 2008 à 2013. Il a également enseigné à l'université du Proche-Orient entre les années 2006 et 2008.

### Carrière politique
Tufan Erhürman s'est impliqué dans les négociations en vue de résoudre le différend chypriote, sous la présidence de Mehmet Ali Talat, entre 2008 et 2010. Il s'est présenté aux élections de 2013, pour un siège à Nicosie à l'Assemblée de la République, et est devenu député au Parlement, en tant que candidat du Parti républicain turc - Forces unies. Il a beaucoup travaillé pour modifier la Constitution, où 23 modifications ont été approuvées par les 4 partis représentés au Parlement à l'époque. Toutefois, 62,3 % des électeurs ont rejeté la nouvelle constitution lors du référendum de 2014. Il est devenu secrétaire général du Parti républicain turc - Forces unies.
Le 13 novembre 2016, il est devenu le leader du Parti républicain turc et donc la principale opposition. Il a été réélu député au Parlement lors des élections de 2018, mais il n' a pas pu empêcher son parti de perdre 9 sièges. Le 19 janvier 2018, des négociations ont commencé pour former une coalition entre 4 partis, le Parti républicain turc, le Parti populaire, le Parti démocratique et le Parti de la démocratie communale, aboutissant finalement à la formation du cabinet Erhürman.